# بیک‌بولاتوو
بیک‌بولاتوو (انگلیسی: Bikbulatovo) یک شهرک در شهرستان کوگارچینسکی جمهوری باشقیرستان در کشور روسیه است.